# Frédéric Auguste Lichtenberger
Frédéric Auguste Lichtenberger (* 21. März 1832 in Straßburg; † 7. Januar 1899 in Versailles) war ein französischer Theologe.

## Leben

### Familie und Ausbildung
Die Urahnen der Familie kamen aus Sachsen. Seine Eltern waren der Messerschmied Friedrich Daniel Lichtenberger und Louise Emilie Burckhardt. Seine Brüder waren der Architekt Paul-Emile (1840–77) und der Germanist Charles-Ernest Lichtenberger. Seine Neffen, beide Söhne Paul-Emiles, waren der bekannte Autor und Soziologe André Lichtenberger und der Germanist Henri Lichtenberger. 
Lichtenberger wuchs in Straßburg auf und studierte Theologie an der dortigen Universität mit Aufenthalten in Deutschland und Paris. 1854 schloss er mit dem Examen ab und wurde im Oktober 1856 ordiniert. 1858 heiratete er Fanny Koenig, mit der er einen Sohn und zwei Töchter hatte.

### Beruf
Ab 1858 war er Religionslehrer am protestantischen Gymnasium und zweiter Prediger am Temple Neuf (Straßburg). 1860 wurde er promoviert und vier Jahre später erhielt er die Berufung zum Professor der Theologie der Universität Straßburg. Nach dem Einzug der Deutschen ins Elsass verließ er 1872 mit zwei Kollegen die Fakultät und ging mit seiner Familie nach Frankreich.
In Paris fand er an zwei Kirchen eine neue Wirkungsstätte. Daneben gründete er 1873 eine theologische Hochschule. Im Jahr 1877 erhielt Lichtenberger den Auftrag zur Einrichtung einer Fakultät für protestantische Theologie an der Pariser Sorbonne. 17 Jahre lang war er dort Dekan. Daneben entstand seine 13-bändige Enzyklopädie der Religionswissenschaften. Im Jahr 1895 musste er aus gesundheitlichen Gründen alle Ämter aufgeben. Ein Jahr später erhielt er den höchsten Doktorgrad der Universität Glasgow. In Frankreich wurde er mit dem Kreuz der Ehrenlegion ausgezeichnet.

## Schriften
Zu seinen Veröffentlichungen gehören:
- La théologie de Lessing. 1854.
- De Apostolorum Præceptis Redemptoriam Christi Mortem Spectantibus. 1857.
- Étude sur le principe du protestantisme. 1857,
- Sermons. Paris-Strasbourg, 1867.
- Des éléments constitutifs de la science dogmatique. 1869.
- Le protestantisme et la guerre de 1870. Revue chretienne, 5. Juli 1871.
- Nos devoirs envers la France. Strasbourg, 1871.
- La rancon de l'Alsace. Paris, 1872.
- L'Alsace pendant et apres la guerre. Paris, 1873.
- Histoire des idées religieuses en Allemagne depuis le milieu du XVIIIème siècle. 1873–87.
- La Faculte de theologie de Strasbourg. Paris, 1875.
- Encyclopedie des Sciences religieuses. Vol. I-XIII., Paris, 1882.